# Crime and Punishment (1983)
Crime and Punishment (Originaltitel: Rikos ja rangaistus) ist der 1983 erschienene erste Spielfilm des finnischen Regisseurs Aki Kaurismäki. Er basiert auf Fjodor Dostojewskis Roman Schuld und Sühne (1866).

## Handlung
Antti Rahikainen studiert Jura und arbeitet nebenbei in einem Schlachtbetrieb. Der Film beginnt mit der Darstellung seiner Arbeit und zeigt minutenlang kommentarlos, wie Rahikainen und seine Kollegen Fleisch verarbeiten, den Boden reinigen usw. Nach Feierabend begibt sich Rahikainen zur Wohnung des Industriellen Kari Honkanen, der an diesem Tag seinen 50. Geburtstag feiert. Unter dem Vorwand, ein Telegramm abzugeben, verschafft er sich Zugang zur Wohnung. Er teilt Honkanen mit, dass er gekommen sei, um ihn zu töten. Auf dessen Frage nach dem Warum erwidert er „das werden Sie nie erfahren“ und erschießt Honkanen. Die Wertsachen des Toten packt Rahikainen in eine Tüte. Als darauf die Konditorin Eeva, die auf der Geburtstagsfeier bedienen sollte, den Raum betritt, ist sie entsetzt und stellt Rahikainen zur Rede. Er gibt ihr gegenüber sofort zu, Honkanen umgebracht zu haben, und fordert Eeva auf, die Polizei zu rufen. Das tut sie auch, nachdem Rahikainen gegangen ist.
Nach dem Verhör Eevas durch die Polizei fällt der Verdacht auf Rahikainen, weil Hokanen bei einer Trunkenheitsfahrt drei Jahre zuvor dessen Verlobte getötet hat, aber aus Mangel an Beweisen freigesprochen wurde. Wenige Tage nach dem Mord sucht Rahikainen Eeva an ihrer Arbeitsstelle in einer Konditorei auf. Sie erzählt, sie sei von der Polizei vernommen worden und hätte auch seinen Namen genannt, wenn sie ihn gewusst hätte. „Er lautet Rahikainen“, sagt er. Im Folgenden nennt er ihr auch seine Unterkunft und legt es darauf an, dass die Polizei ihn findet, was auch geschieht. Während der Vernehmung, die später im Polizeirevier fortgesetzt wird, verhält sich Rahikainen kühl; er antwortet emotionslos auf die Fragen der Ermittler. Eeva wird als Kronzeugin hinzugezogen und verneint bei der Gegenüberstellung die Frage, ob Rahikainen der Mörder sei. Um Spuren zu verwischen, verschließt Rahikainen Honkanens Wertsachen in einem Bahnhofschließfach und gibt den Schlüssel einem Bettler. Damit lenkt er das Interesse der Polizei auf den Bettler, der nun als Verdächtiger vernommen wird.
Kommissar Pennanen und seine Kollegen haben Rahikainen jedoch observiert und dabei beobachtet, wie er sich einen gefälschten Pass besorgt hat. Daher wird er erneut vernommen, die Polizei zeigt sich selbstbewusst und gibt an zu wissen, dass Rahikainen der Mörder sei. Just in diesem Augenblick legt der Obdachlose vom Bahnhof ein Geständnis ab.
Rahikainen und sein Kollege Nikander wollen sich nach Schweden absetzen. Im letzten Moment entscheidet sich Rahikainen anders und kehrt ins Kommissariat zurück. Als er gefragt wird, wie man ihm helfen könne, flüchtet er. Er sieht Eeva auf der Straße vor dem Revier, gesteht seinen Mord und wird zu acht Jahren Gefängnis verurteilt. Er habe eine Laus töten wollen und sei selbst eine Laus geworden. So sei die Anzahl der Läuse konstant geblieben. Der Mord habe einem System gegolten, nicht Honkanen persönlich. Eeva will auf Rahikainens Entlassung warten, doch er schickt sie fort.

## Kritik
„An Dostojewskis „Schuld und Sühne“ angelehnter Erstlingsfilm von Aki Kaurismäki, der die typischen Stilmittel des Regisseurs bereits andeutet, aber nicht immer harmonisch integriert. Zwischen Krimi und Existentialismus-Studie schwankend.“